# Lu Pan

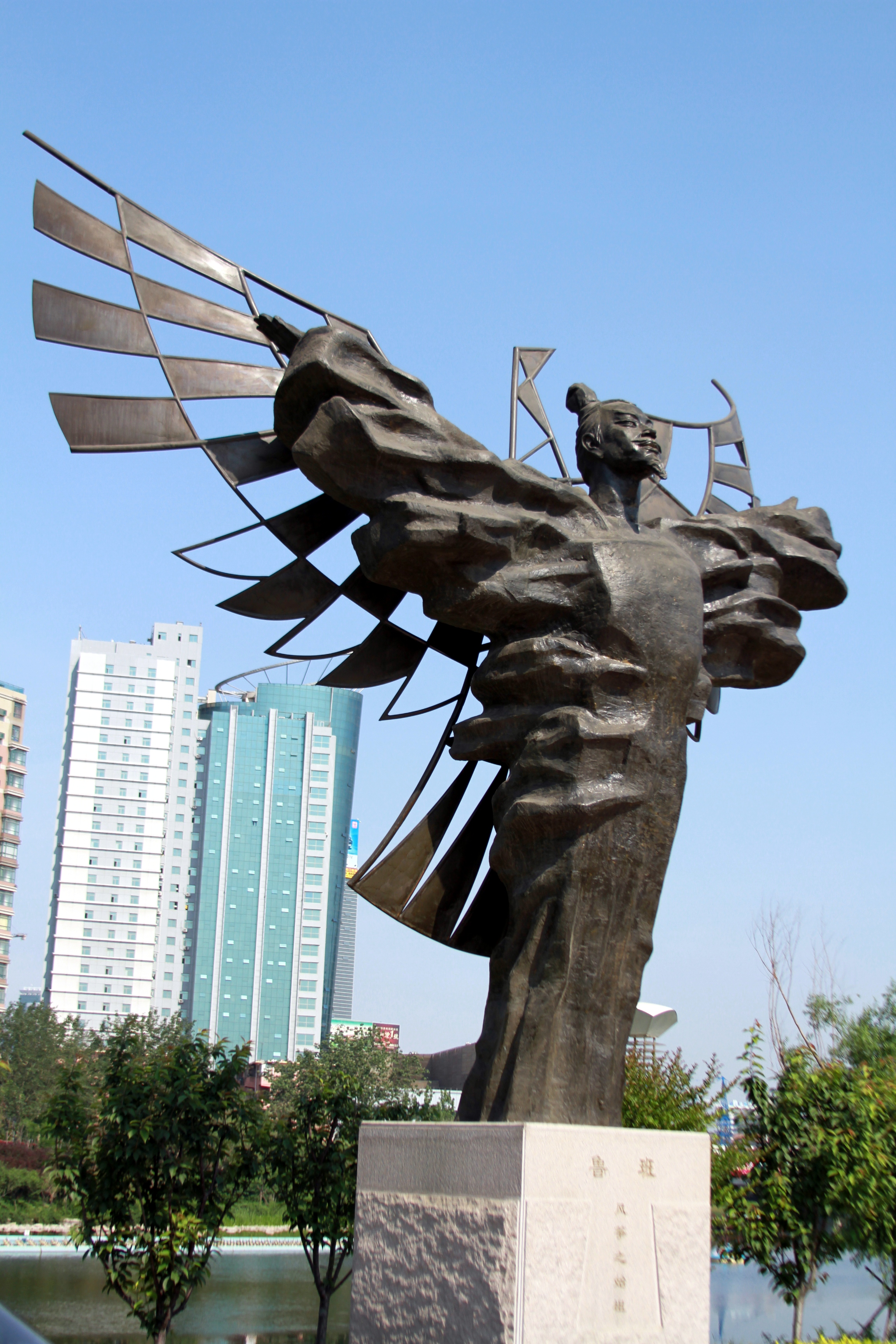
Socha Lu Pana ve Wej-fangu

Lu Pan (čínsky: pchin-jin Lǔ Bān, znaky tradiční 魯班, zjednodušené 鲁班; 507–440 př. n. l.) byl čínský tesař, vynálezce, filozof a státník, současník Mo-c'. V Číně se stal patronem tesařů a stavitelů. Žil v období jar a podzimů, pocházel ze státu Lu. Jeho původní jméno bylo Kung-šu I-č’ (čínsky: pchin-jin Gōng-shū Yī-zhì, znaky 公輸依智).